# Norwegischer Elchhund grau
Der Norwegische Elchhund grau ist eine von der FCI anerkannte norwegische Hunderasse (FCI-Gruppe 5, Sektion 2, Standard Nr. 242). Er ist ursprünglich ein Jagdhund zur Elchjagd (Elchhund).

## Herkunft und Geschichtliches
Ausgrabungen steinzeitlicher Funde in Skandinavien werden dem Hundetyp zugeordnet, der dem heutigen Norwegischen Elchhund ähnelt, so dass die Wurzeln dieser Rasse weit zurückreichen. Ende des 19. Jahrhunderts kam der Norwegische Elchhund nach England und wurde 1901 vom Kennel Club anerkannt. Der American Kennel Club folgte 1913.
Bis 1981 wurde der graue Elchhund von der FCI unter dem Namen Gråhund als schwedische Hunderasse unter der Standard-Nummer 112 geführt. 1981 wurde die Rasse unter dem gegenwärtigen Namen als norwegische Hunderasse anerkannt und der Gråhund aus der Liste der FCI-Hunderassen gestrichen.

## Beschreibung
Dieser ca. 52 cm große und bis 24 kg schwere Hund ist ein außerordentlich ausdauernder und wetterharter Jagdhund. Er hat dicht anliegendes harsches Haar in grau mit helleren Unterseiten.

## Verwendung
Die Hunde werden als Haushund, aber auch zur Jagd auf Bären und Elche verwendet.
Arbeitsprüfungen nach dem FCI-Reglement gibt es für den Norwegischen Elchhund grau nur für die nordischen Länder (Schweden, Norwegen, Finnland).